# پوکرووسک
پوکرووسک (به اوکراینی: Покровськ) شهری در استان دونتسک در کشور اوکراین واقع شده‌است. جمعیت این شهر ۶۱,۱۶۱ نفر (۲۰۲۱ تخمینی)است.